# Amadjuak
Amadjuak – jezioro w Kanadzie, położone w południowej części Ziemi Baffina na wysokości 113 m n.p.m. na równinie rzeki Koukdjuak. Zajmuje powierzchnię 3115 km². Jezioro odwadnia rzeka Koukdjuak, która uchodzi do Basenu Foxe’a, przepływając wcześniej przez jezioro Nettilling.
Jezioro znane jest z wapiennych brzegów, które wznoszą się na wysokość 30 m.